# Томарини
Томарини (пол. Tomaryny, нім. Thomareinen) — село в Польщі, у гміні Ґетшвалд Ольштинського повіту Вармінсько-Мазурського воєводства.
Населення — 136 осіб (2011).

## Демографія
Демографічна структура станом на 31 березня 2011 року:
|          | Загалом | Допрацездатний вік | Працездатний вік | Постпрацездатний вік |
| -------- | ------- | ------------------ | ---------------- | -------------------- |
| Чоловіки | 65      | 13                 | 48               | 4                    |
| Жінки    | 71      | 12                 | 47               | 12                   |
| Разом    | 136     | 25                 | 95               | 16                   |